# Viaña (Cabuérniga)
Viaña es una localidad del municipio de Cabuérniga, Cantabria (España).
Este pequeño pueblo, a seis kilómetros de la capital del municipio, Valle, es la de mayor altitud dentro del municipio de Cabuérniga: 456 metros. Su población es escasa: 62 habitantes.
Se encuentra en un plano inclinado, entre dos grandes montañas. Atraviesa su término un río con el mismo nombre. Este río Viaña es afluente del Saja, al que se une a la altura del pueblo de Renedo.
Los montes están cubiertos de bosque caducifolio cuyas especies más abundantes son roble, haya y cajiga. Los cajigales ocupan lugares abrigados y soleados cerca de los arroyos. Las hayas ocupan las zonas de sombra. Esta zona, que se encuentra dentro del Parque natural de Saja-Besaya y de la Reserva Nacional de Caza del Saja, tiene un lote de caza mayor llamado Lote Viaña.
La iglesia parroquial, bajo la advocación de San Andrés es del siglo XVII.
Celebra la festividad de La Virgen Milagrosa el 13 de agosto y de la Inmaculada Concepción el 8 de diciembre.